# Пауліна Вюртемберзька (1800–1873)
Пауліна Тереза Луїза Вюртемберзька (нім. Pauline Therese Luise von Württemberg, 4 вересня 1800 — 10 березня 1873) — принцеса Вюртемберзька з Вюртемберзького дому, дружина короля Вюртембергу Вільгельма I, матір короля Вюртембергу Карла I.

## Походження
Пауліна народилась 4 вересня 1800 року у Ризі в Ліфляндській губернії Російської імперії. Вона була третьою дитиною та третьою донькою в родині принца Людвіга Вюртемберзького та його другої дружини Генрієтти Нассау-Вайльбург. Дівчинка мала старшого єдинокровного брата Адама від першого шлюбу батька, та рідних сестер Марію Доротею й Амелію. Згодом у неї з'явились молодша сестра Єлизавета та брат Александр.
Батько був рідним братом дружини імператора Павла I і, за часів правління зятя, вступив на російську службу. У 1807 році родина повернулася до Вюртембергу, який перед цим був перетворений на королівство і значно розширений. Правив ним дядько Пауліни, Фрідріх. Людвіга було призначено головою його особистої гвардії. Проте марнотратство принца викликало у 1810 році скандал, й з усім сімейством його віддалили від двору. Родині було надано замок Кірхґайм, що звільнився після смерті Франциски Гогенгайм. Проживання навіть там було регламентоване суворими умовами. Втім, усі двічата отримали добру освіту. Музиці їх навчав Карл Марія фон Вебер. Пауліна мала виражену схильність до пієтизму.
Батька не стало у вересні 1817 року. Матір після його смерті здійснила річну подорож Італією у супроводі 17-річної Пауліни. Заміж більше не виходила, присвятивши себе благодійності та влаштуванню вигідних шлюбів своїх дітей. Пауліну оженили після старших сестер. Чоловіком став її кузен Вільгельм Вюртемберзький, який у 1816 році успадкував трон.

## Шлюбне життя
У 19 років Пауліна взяла шлюб із 38-річним королем Вюртембергу Вільгельмом I. Весілля відбулося 15 квітня 1820 року в Штутгарті. Для нареченого це був третій шлюб. Його попередня дружина Катерина Павлівна померла за рік перед цим, залишивши двох малолітніх доньок. Резиденцією молодят став Новий палац Штутгарта. Початок подружнього життя був щасливим, королева добре виконувала свої представницькі обов'язки, у пари було багато сумісних виходів на різноманітних заходах. Невдовзі після весілля Вільгельм замовив для дружини діамантовий гарнітур, що складався з діадеми, кольє та сережок. Наприкінці того ж року Пауліна завагітніла і наступного літа народила доньку. Всього у подружжя з'явилося троє спільних дітей:

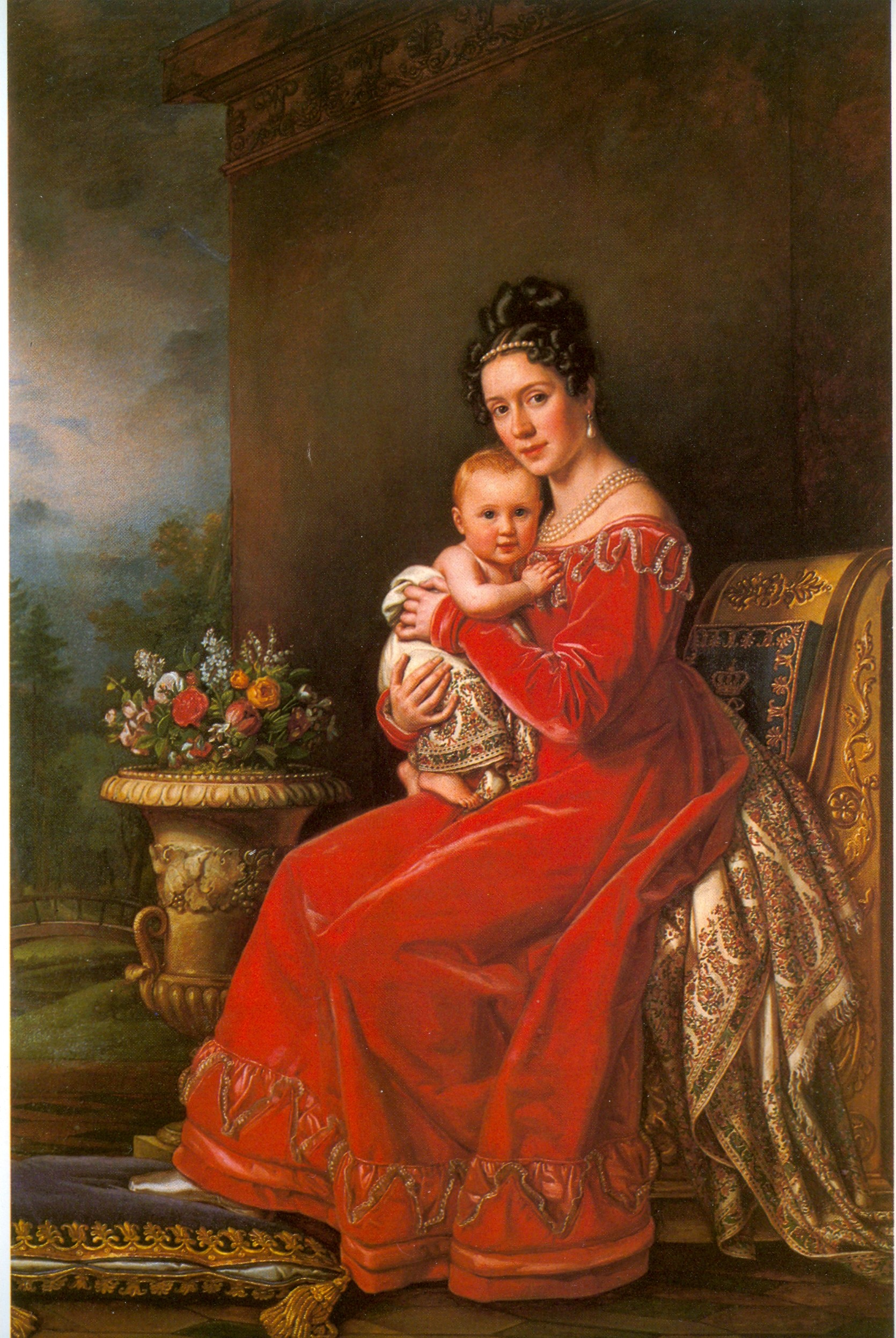
Королева Пауліна з сином, портрет Й. К. Штілера

Всі порівнювали Пауліну із попередньою дружиною короля, і жінка намагалася всіляко їй наслідувати. Схожа на неї зовнішньо, вона, втім, не мала подібних політичних амбіцій.
На початку 1820-х Вільгельм замовив будівництво літньої резиденції — замку та парку Розенштайн, яке було завершене у 1829 році. Однак подружжя там так і не жило. У 1828 році до Штутгарту прибула баварська акторка Амалія фон Штубенраух, яка стала довіреною особою Вільгельма до кінця його життя. Вона вела незалежне існування, і дехто порівнював її з Лолою Монтес. Хоча із королем вони не були коханцями, проте мали міцні теплі відносини, що засмучувало королеву. Вільгельм також більшу частину життя підтримував роман із італійською аристократкою Бланкою Карреґа, яка була дружиною французького генерал-лейтенанта Костянтина де Ла Флеша, барона фон Кодельштайна, що певний час був церемоніймейстером короля Вестфалії Жерома Бонапарта. Все це спричинило відчуження між подружжям з кінця 1820-х років. Літній час пара проводило окремо. Пауліна з дітьми від'їжджали до замку Фрідріхсгафена або Кірхгайму, де до 1857 року ще жила її матір. Вільгельм подорожував до інших місць. Фактично, вся родина та двір поділилися на дві партії. Навіть доньки, подорослішавши, почали підтримувати батька.
Невістка Ольга зауважувала, що королівська пара жила без усякої гармонії між собою. Вона також додавала, що Вільгельм часто бував несправедливий і прискіпливий до дружини. Пауліна ж, будучи за своєю природою нешкідливою та доброю, не могла грати ніякої ролі в політиці, ніколи не втручалася в чуже життя та порядок двору.
В той же час, вона була дуже популярною серед простого люду через свою доброту та благодійність, засновуючи лікарні та заклади для нужденних дітей і літніх людей.
Після початку революції 1848 року існувала можливість, що королева з дітьми виїде до Нідерландів, однак цього не сталося.
Вільгельм I пішов з життя у червні 1864 року. Останні роки життя він провів з Амалією фон Штубенраух відокремлено від родини. У заповіті він не згадав дружини, проте потурбувався про матеріальне забезпечення двох коханок. Пауліна, втім, була присутньою на його поховальній службі. Наступним правителем Вюртембергу став їхній син Карл. Він та Пауліна попросили фрау фон Штубернаух залишити Вюртемберг, після чого та оселилася в Тегернзе.
Сама Пауліна переїхала до палацу Кронпринца на Замковій площі Штутгарта. Літньої резиденцією королеви, за пропозицією сина, став палац Монфор у Лангенаргені. У 1868 році вона відмовилась від нього, придбавши віллу Зеєфельд поблизу Роршаха в Швейцарії.
Померла королева 10 березня 1873 року у Штутгарті. Похована у замковій кірсі Людвігсбурга.

## Родина
Чоловік — Вільгельм I, король Вюртембергу
Діти:
- Катерина (1821—1898) — дружина принца Вюртембергу Фрідріха, мала єдиного сина;
- Карл (1823—1891) — король Вюртембергу у 1864—1891 роках, був одруженим із російською княжною Ольгою Романовою, дітей не мав;
- Августа (1826—1898) — дружина принца Саксен-Веймар-Айзенаху Германа, мала шестеро дітей.